# Liste de jeux Strategic Simulations
La liste de jeux Strategic Simulations répertorie les jeux vidéo développés et édités par l'entreprise Strategic Simulations.

## Liste
| Année (mois) | Titre                                                 | Développeur                   | Genre                   | Thème                    | Description                                                                                               | Plate-forme (originale — adaptations)                                             |
| ------------ | ----------------------------------------------------- | ----------------------------- | ----------------------- | ------------------------ | --- | --------------------------------------------------------------------------------- |
| 1980 (02)    | Computer Bismarck                                     | John Lyon                     | Wargame                 | Seconde Guerre mondiale  | Simule la poursuite du cuirassé Bismarck,                                                                 | Apple II – TRS-80                                                                 |
| 1980 (06)    | Computer Ambush                                       | Ed Williger                   | Wargame                 | Seconde Guerre mondiale  | Simule des combats dans un village français après le débarquement,                                        | Apple II – Atari 8-bit, C64, Mac                                                  |
| 1980 (09)    | Computer Napoleonics                                  | John Lyon                     | Wargame                 | Guerres napoléoniennes   | Simule la bataille de Waterloo                                                                            | Apple II                                                                          |
| 1980 (09)    | Computer Quarterback                                  | Dan Bunten                    | Simulation sportive     | Football américain       | Simulation de football américain                                                                          | Apple II – Atari 8-bit, C64                                                       |
| 1980 (11)    | Computer Air Combat                                   | Charles Merrow, Jack Avery    | Wargame                 | Seconde Guerre mondiale  | Simule des combats aériens pendant la Seconde Guerre mondiale,                                            | Apple II                                                                          |
| 1980 (11)    | Computer Conflict                                     | Roger Keating, Jim Yarbourgh  | Wargame                 | Guerre froide            | Simule une guerre en URSS pendant la Guerre froide                                                        | Apple II                                                                          |
| 1981 (02)    | Warp Factor                                           | Paul Murray                   | Wargame                 | Science-fiction          | Simule des combats spatiaux                                                                               | Apple II – IBM PC                                                                 |
| 1981 (03)    | Operation Apocalypse                                  | Roger Keating                 | Wargame                 | Seconde Guerre mondiale  | Simule le débarquement de Normandie                                                                       | Apple II                                                                          |
| 1981 (03)    | Cartels and Cutthroats                                | Dan Bunten                    | Simulation économique   | Époque contemporaine     | Simulation économique                                                                                     | Apple II – C64, IBM PC                                                            |
| 1981 (04)    | Torpedo Fire                                          | John Lyon                     | Wargame                 | Seconde Guerre mondiale  | Simule l’attaque d’un convoi de navires par un sous-marin,                                                | Apple II                                                                          |
| 1981 (07)    | President Elect                                       | Nelson G. Hernandez Sr.       | Simulation              | Époque contemporaine     | Simule la campagne présidentielle américaine                                                              | Apple II – C64                                                                    |
| 1981 (11)    | Southern Command                                      | Roger Keating                 | Wargame                 | Conflit israélo-arabe    | Simule des combats du conflit israélo-arabe                                                               | Apple II                                                                          |
| 1981 (12)    | Napoleon's Campaigns: 1813 and 1815                   | Paul Murray                   | Wargame                 | Guerres napoléoniennes   | Simule des batailles des guerres napoléoniennes,                                                          | Apple II                                                                          |
| 1981         | The Battle of Shiloh                                  | Chuck Kroegel, David Landrey  | Wargame                 | Guerre de Sécession      | Simule la bataille de Shiloh,                                                                             | Apple II – Atari 8-bit, TRS-80                                                    |
| 1981         | Tigers in the Snow                                    | Chuck Kroegel, David Landrey  | Wargame                 | Seconde Guerre mondiale  | Simule la bataille des Ardennes,                                                                          | Apple II – Atari 8-bit, C64, IBM PC, TRS-80                                       |
| 1981         | Computer Baseball                                     | Charles Merrow, Jack Avery    | Simulation sportive     | Baseball                 | Simulation de baseball                                                                                    | Apple II – Atari 8-bit, C64, IBM PC, Mac, Amiga                                   |
| 1981         | The Shattered Alliance                                | John Lyon                     | Wargame                 | Fantasy                  | Simule sept batailles historiques ou fictives                                                             | Apple II – Atari 8-bit                                                            |
| 1982 (02)    | The Road to Gettysburg                                | Paul Murray                   | Wargame                 | Guerre de Sécession      | Simule la bataille de Gettysburg,                                                                         | Apple II                                                                          |
| 1982 (03)    | Pursuit of the Graf Spee                              | Joel Billings                 | Wargame                 | Seconde Guerre mondiale  | Simule la poursuite de l’Admiral Graf Spee,                                                               | Apple II                                                                          |
| 1982 (06)    | Cytron Masters                                        | Dan Bunten                    | Wargame                 | Science-fiction          | Un des précurseurs du genre des jeux de stratégie en temps réel                                           | Apple II – Atari 8-bit                                                            |
| 1982 (07)    | Guadacanal Campaign                                   | Gary Grigsby                  | Wargame                 | Seconde Guerre mondiale  | Simule la campagne des îles Salomon,                                                                      | Apple II                                                                          |
| 1982 (07)    | The Cosmic Balance                                    | Paul Murray                   | Wargame                 | Science-fiction          | Simule des combats spatiaux                                                                               | Apple II – Atari 8-bit, C64                                                       |
| 1982 (07)    | Galactic Gladiators                                   | Tom Reamy                     | Wargame                 | Science-fiction          | Simule des combats tactiques futuristes                                                                   | Apple II – IBM PC                                                                 |
| 1982 (12)    | Bomb Alley                                            | Gary Grigsby                  | Wargame                 | Seconde Guerre mondiale  | Simule la campagne de Méditerranée,                                                                       | Apple II                                                                          |
| 1982         | Battle for Normandy                                   | Chuck Kroegel, David Landrey  | Wargame                 | Seconde Guerre mondiale  | Simule le débarquement de Normandie,                                                                      | Apple II, Atari 8-bit, TRS-80 – C64, IBM PC                                       |
| 1982         | Germany 1985                                          | Roger Keating                 | Wargame                 | Guerre froide            | Simule une Troisième Guerre mondiale hypothétique                                                         | Apple II – C64                                                                    |
| 1982         | S.E.U.I.S.                                            | John Lyon                     | Stratégie et arcade     | Science-fiction          | Combine des éléments de jeu de stratégie et d’arcade                                                      | Apple II                                                                          |
| 1983 (04)    | The Cosmic Balance II                                 | Paul Murray                   | Wargame                 | Science-fiction          | Simule un conflit galactique                                                                              | Apple II, Atari 8-bit                                                             |
| 1983 (06)    | Combat Leader                                         | David Hille                   | Wargame                 | Seconde Guerre mondiale  | Simule des combats tactiques d’engins mécanisée,                                                          | Atari 8-bit – C64                                                                 |
| 1983 (06)    | Geopolitique 1990                                     | Bruce Ketchledge              | Simulation et wargame   | Guerre froide            | Simulation géopolitique dans le contexte de la Guerre froide                                              | Apple II – C64                                                                    |
| 1983 (07)    | Ringside Seat                                         | Carl Saracini                 | Simulation sportive     | Boxe                     | Un jeu de statistiques basé sur la boxe                                                                   | Apple II, C64                                                                     |
| 1983 (08)    | Broadsides                                            | Wayne Gavris                  | Wargame                 | Guerres napoléoniennes   | Simule des combats navals                                                                                 | Apple II – Atari 8-bit, C64                                                       |
| 1983 (08)    | Eagles                                                | Robert Raymond                | Wargame                 | Première Guerre mondiale | Simule des combats aériens entre des avions de chasse,                                                    | Apple II – Atari 8-bit, C64                                                       |
| 1983         | Carrier Force                                         | Gary Grigsby                  | Wargame                 | Seconde Guerre mondiale  | Simule des combats de porte-avions dans le pacifique,                                                     | Apple II – Atari 8-bit, C64                                                       |
| 1983         | Fighter Command                                       | Charles Merrow, Jack Avery    | Wargame                 | Seconde Guerre mondiale  | Simule la bataille d'Angleterre,                                                                          | Apple II – C64                                                                    |
| 1983         | Knights of The Desert                                 | Chuck Kroegel, David Landrey  | Wargame                 | Seconde Guerre mondiale  | Simule la campagne d’Égypte et de Libye de 1941-1943,                                                     | Apple II – Atari 8-bit, C64, IBM PC , TRS-80                                      |
| 1983         | North Atlantic '86                                    | Gary Grigsby                  | Wargame                 | Guerre froide            | Simule un conflit hypothétique entre l'OTAN et l'URSS,                                                    | Apple II – Mac                                                                    |
| 1983         | RDF 1985                                              | Roger Keating                 | Wargame                 | Guerre froide            | Simule une Troisième Guerre mondiale hypothétique                                                         | Apple II – C64                                                                    |
| 1983         | Professional Tour Golf                                | Henry Richbourg               | Simulation sportive     | Golf                     | Un jeu vidéo de golf                                                                                      | Apple II – C64                                                                    |
| 1983         | Epidemic!                                             | Steven Faber                  | Stratégie               | Époque contemporaine     | Un jeu de stratégie simulant une épidémie mondiale                                                        | Apple II, IBM PC – Atari 8-bit                                                    |
| 1983         | Fortress                                              | Jim Templeman, Patty Denbrook | Stratégie               | Médiéval                 | Un jeu de stratégie abstrait                                                                              | Apple II, Atari 8-bit – C64                                                       |
| 1983         | Galactic Adventures                                   | Tom Reamy                     | Jeu de rôle             | Science-fiction          | Jeu de rôle et de combat tactique futuriste, suite de Galactic Gladiators                                 | Apple II, Atari 8-bit                                                             |
| 1983         | Queen of Hearts                                       | John Lyon                     | Flipper                 |                          | Un jeu de flipper                                                                                         | Apple II, Atari 8-bit                                                             |
| 1984 (04)    | Rails West!                                           | Martin Campion                | Simulation économique   | Conquête de l’Ouest      | Simulation économique et ferroviaire dans l’Amérique de la ruée vers l'Ouest                              | Apple II, Atari 8-bit, C64                                                        |
| 1984 (05)    | 50 Mission Crush                                      | John Gray                     | Wargame                 | Seconde Guerre mondiale  | Simule la carrière de l'équipage d'un Boeing B-17 Flying Fortress,                                        | Apple II, Atari 8-bit, C64, IBM PC                                                |
| 1984 (06)    | War in Russia                                         | Gary Grigsby                  | Wargame                 | Seconde Guerre mondiale  | Simule l'opération Barbarossa,                                                                            | Apple II, Atari 8-bit                                                             |
| 1984 (07)    | Baltic 1985                                           | Roger Keating                 | Wargame                 | Guerre froide            | Simule une Troisième Guerre mondiale hypothétique                                                         | Apple II, C64                                                                     |
| 1984 (12)    | Gemstone Warrior                                      | Paradigm Creators             | Jeu de rôle et d’action | Fantasy                  | Combine des éléments de jeu de rôle et de jeu d’action                                                    | Apple II, Atari 8-bit, C64, Mac                                                   |
| 1984         | Breakthrough in the Ardennes                          | Chuck Kroegel, David Landrey  | Wargame                 | Seconde Guerre mondiale  | Simule la bataille des Ardennes,                                                                          | Apple II, Atari 8-bit, C64                                                        |
| 1984         | Field of Fire                                         | Roger Damon                   | Wargame                 | Seconde Guerre mondiale  | Simule des combats tactiques sur le front de l’ouest,                                                     | Apple II, Atari 8-bit, C64                                                        |
| 1984         | Objective: Kursk                                      | Gary Grigsby                  | Wargame                 | Seconde Guerre mondiale  | Simule la plus grande bataille de tanks de la guerre,                                                     | Apple II, Atari 8-bit                                                             |
| 1984         | Reforger '88                                          | Gary Grigsby                  | Wargame                 | Guerre froide            | Simule un conflit hypothétique entre l'OTAN et l’URSS en 1988                                             | Apple II, Atari 8-bit                                                             |
| 1984         | Imperium Galactum                                     | Paul Murray                   | Jeu 4X                  | Science-fiction          | Un jeu 4X au tour par tour se déroulant dans l'espace                                                     | Apple II, Atari 8-bit, C64                                                        |
| 1984         | Questron                                              | Charles W. Dougherty          | Jeu de rôle             | Fantasy                  | Premier jeu de rôle médiéval-fantastique publié par SSI                                                   | Apple II, Atari 8-bit, C64                                                        |
| 1985 (02)    | Kampfgruppe                                           | Gary Grigsby                  | Wargame                 | Seconde Guerre mondiale  | Simule des combats tactiques sur le front de l’est,                                                       | Apple II, Atari 8-bit, C64, IBM PC, Amiga                                         |
| 1985 (03)    | Phantasie                                             | Winston Douglas Wood          | Jeu de rôle             | Fantasy                  | Premier opus d'une série de jeu de rôle médiéval-fantastique                                              | Apple II, Atari 8-bit, C64, IBM PC , Atari ST, Amiga                              |
| 1985 (04)    | Operation Market Garden                               | Chuck Kroegel, David Landrey  | Wargame                 | Seconde Guerre mondiale  | Simule l'opération Market Garden,                                                                         | Apple II, Atari 8-bit, C64, IBM PC                                                |
| 1985 (06)    | Mech Brigade                                          | Gary Grigsby                  | Wargame                 | Guerre froide            | Simule un conflit hypothétique entre l’OTAN et l’Union Soviétique                                         | Apple II, Atari 8-bit, C64, IBM PC                                                |
| 1985 (06)    | Six-Gun Shootout                                      | Jeffrey Johnson               | Wargame                 | Conquête de l’Ouest      | Simule des combats célèbres de la conquête de l’Ouest,                                                    | Apple II, Atari 8-bit, C64                                                        |
| 1985 (07)    | Colonial Conquest                                     | Dan Cermak                    | Stratégie               | Révolution industrielle  | Simule la colonisation de la fin du 19e au début du 20e siècle,                                           | Atari 8-bit, C64 – Apple II, Atari ST                                             |
| 1985 (07)    | Norway 1985                                           | Roger Keating                 | Wargame                 | Guerre froide            | Simule la campagne de Norvège d'une Troisième Guerre mondiale hypothétique                                | Apple II, C64                                                                     |
| 1985 (11)    | Battle of Antietam                                    | Chuck Kroegel, David Landrey  | Wargame                 | Guerre de Sécession      | Simule la bataille d'Antietam                                                                             | Apple II, Atari 8-bit, C64, IBM PC                                                |
| 1985 (11)    | U.S.A.A.F.                                            | Gary Grigsby                  | Wargame                 | Seconde Guerre mondiale  | Simule les bombardements de l'Allemagne entre 1943 et 1945,                                               | Apple II, Atari 8-bit, C64                                                        |
| 1985         | Battallion Commander                                  | David Hille                   | Wargame                 | Guerre froide            | Simule une guerre entre les États-Unis, l'Union Soviétique et la Chine,                                   | Apple II, Atari 8-bit, C64                                                        |
| 1985         | Panzer Grenadier                                      | Roger Damon                   | Wargame                 | Seconde Guerre mondiale  | Simule des combats motorisés sur le front de l'est,                                                       | Apple II, Atari 8-bit, C64                                                        |
| 1985         | Wings of War                                          | Charles Merrow, Jack Avery    | Wargame                 | Seconde Guerre mondiale  | Simule des combats aériens                                                                                | C64                                                                               |
| 1986 (01)    | Rings of Zilfin                                       | Ali N. Atabek                 | Jeu de rôle             | Fantasy                  | Un jeu de rôle médiéval-fantastique                                                                       | Atari 8-bit, C64,IBM PC, Atari ST                                                 |
| 1986 (02)    | Phantasie II                                          | Winston Douglas Wood          | Jeu de rôle             | Fantasy                  | Suite de Phantasie                                                                                        | Apple II, Atari 8-bit, C64, Atari ST                                              |
| 1986 (02)    | Wizard's Crown                                        | Paul Murray, Keith Brors      | Jeu de rôle             | Fantasy                  | Un jeu de rôle médiéval-fantastique                                                                       | Apple II, Atari 8-bit, C64, IBM PC , Atari ST                                     |
| 1986 (03)    | Nam                                                   | Roger Damon, Jeffrey Johnson  | Wargame                 | Guerre du Viêt Nam       | Simule des opérations de la guerre du Viêt Nam                                                            | Apple II, Atari 8-bit, C64                                                        |
| 1986 (07)    | Shard of Spring                                       | TX Digital Illusions          | Jeu de rôle             | Fantasy                  | Un jeu de rôle médiéval-fantastique                                                                       | Apple II, C64, IBM PC                                                             |
| 1986 (08)    | Roadwar 2000                                          | Westwood Associates           | Wargame                 | Post-apocalyptique       | Un jeu de stratégie post-apocalyptique                                                                    | Apple II, C64, IBM PC , Atari ST, Amiga                                           |
| 1986 (09)    | Gemstone Healer                                       | Paradigm Creators             | Jeu de rôle et d’action | Fantasy                  | Suite de Gemstone Warrior                                                                                 | Apple II, C64                                                                     |
| 1986 (11)    | Warship                                               | Gary Grigsby                  | Wargame                 | Seconde Guerre mondiale  | Simule des batailles navales,                                                                             | Apple II, Atari 8-bit, C64                                                        |
| 1986         | BattleGroup                                           | Gary Grigsby                  | Wargame                 | Seconde Guerre mondiale  | Suite de Kampfgruppe. Simule des combats tactiques entre véhicules blindés                                | Apple II, C64                                                                     |
| 1986         | Gettysburg: The Turning Point                         | Chuck Kroegel, David Landrey  | Wargame                 | Guerre de Sécession      | Simule la bataille de Gettysburg,                                                                         | Apple II, Atari 8-bit, C64, IBM PC , Amiga                                        |
| 1986         | Wargame Construction Set                              | Roger Damon                   | Wargame                 | Divers                   | Permet de créer des scénarios de wargames                                                                 | Atari 8-bit, C64, IBM PC, Atari ST                                                |
| 1987 (02)    | Realms of Darkness                                    | Smith, Nghiem                 | Jeu de rôle             | Fantasy                  | Un jeu de rôle médiéval-fantastique                                                                       | Apple II, C64                                                                     |
| 1987 (03)    | War in the South Pacific                              | Gary Grigsby                  | Wargame                 | Seconde Guerre mondiale  | Simule des combats navals dans le pacifique                                                               | Apple II, C64                                                                     |
| 1987 (03)    | Phantasie III                                         | Winston Douglas Wood          | Jeu de rôle             | Fantasy                  | Suite de Phantasie et Phantasie II                                                                        | Apple II, C64, Atari ST, Amiga                                                    |
| 1987 (06)    | The Eternal Dagger                                    | Paul Murray                   | Jeu de rôle             | Fantasy                  | Suite de Wizard's Crown                                                                                   | Apple II, Atari 8-bit, C64, IBM PC                                                |
| 1987 (07)    | Roadwar Europa                                        | Westwood Associates           | Wargame                 | Post-apocalyptique       | Suite de Roadwar 2000                                                                                     | Apple II, C64, IBM PC, Atari ST, Amiga                                            |
| 1987 (12)    | Panzer Strike                                         | Gary Grigsby                  | Wargame                 | Seconde Guerre mondiale  | Simule des batailles de tanks                                                                             | Apple II,C64, IBM PC, Atari ST, Amiga                                             |
| 1987         | B-24                                                  | John Gray                     | Wargame                 | Seconde Guerre mondiale  | Simule des opérations de bombardement                                                                     | Apple II, C64, IBM PC, Atari ST                                                   |
| 1987         | Battle Cruiser                                        | Gary Grigsby                  | Wargame                 | Seconde Guerre mondiale  | Suite de Warship                                                                                          | Apple II, Atari 8-bit, C64                                                        |
| 1987         | Rebel Charge at Chickamauga                           | Chuck Kroegel, David Landrey  | Wargame                 | Guerre de Sécession      | Simule la bataille de Chickamauga                                                                         | Apple II, Atari 8-bit, C64, IBM PC                                                |
| 1987         | Shiloh: Grant's Trial in the West                     | Chuck Kroegel, David Landrey  | Wargame                 | Guerre de Sécession      | Simule la bataille de Shiloh                                                                              | Apple II, Atari 8-bit,C64, IBM PC, Atari ST, Amiga                                |
| 1987         | Sons of Liberty                                       | Chuck Kroegel, David Landrey  | Wargame                 | Guerre de Sécession      | Simule des batailles de la guerre d'indépendance des États-Unis                                           | Apple II, Atari 8-bit,C64, IBM PC, Atari ST, Amiga                                |
| 1987         | President Elect: 1988                                 | Nelson G. Hernandez Sr.       | Simulation              | Époque contemporaine     | Réédition de President Elect                                                                              | Apple II, Atari ST – C64, IBM PC                                                  |
| 1988 (01)    | Heroes of the Lance                                   | U.S. Gold                     | Jeu de rôle et d’action | Dragonlance              | Première opus d'une série de jeu basé sur l’univers de Dragonlance de Donjons et Dragons                  | Amiga, CPC, Atari ST, C64, DOS, MSX, NES, SMS, ZX                                 |
| 1988 (02)    | Questron II                                           | Westwood Associates           | Jeu de rôle             | Fantasy                  | Suite de Questron                                                                                         | Amiga, Apple II, AppGS, C64, DOS, Atari ST                                        |
| 1988 (06)    | Pool of Radiance                                      | Strategic Simulations         | Jeu de rôle             | Royaumes Oubliés         | Première opus de la série de jeu de rôle Gold Box basé sur Donjons et Dragons                             | Amiga, Apple II, C64, DOS, Mac, NES, PC-98                                        |
| 1988 (08)    | Dungeon Master's Assistant Volume I: Encounters       | Strategic Simulations         | Jeu de rôle             | Fantasy                  | Un programme permettant de préparer une partie de Donjons et Dragons                                      | DOS, Apple II                                                                     |
| 1988 (11)    | Battles of Napoleon                                   | Chuck Kroegel, David Landrey  | Wargame                 | Guerres napoléoniennes   | Simule des batailles des campagnes de Napoléon                                                            | Apple II, C64, DOS                                                                |
| 1988 (12)    | First Over Germany                                    | Strategic Simulations         | Simulation              | Seconde Guerre mondiale  | Simule la première offensive contre l'Allemagne                                                           | C64, Apple II                                                                     |
| 1988         | Demon's Winter                                        | Strategic Simulations         | Jeu de rôle             | Fantasy                  | Suite de Shard of Spring                                                                                  | Amiga, Apple II, C64, DOS, Atari ST                                               |
| 1988         | Star Command                                          | Strategic Simulations         | Stratégie               | Science-fiction          | Un jeu de stratégie de science-fiction basé sur le jeu de plateau éponyme                                 | Amiga, DOS, Atari ST                                                              |
| 1988         | Stellar Crusade                                       | Norm Koger                    | Stratégie               | Science-fiction          | Un jeu de stratégie de science-fiction de conquête spatiale                                               | Amiga, DOS, Atari ST                                                              |
| 1988         | Typhoon of Steel                                      | Gary Grigsby                  | Stratégie               |                          | Suite de Panzer Strike                                                                                    | Amiga, Apple II, C64, DOS                                                         |
| 1989         | Hillsfar                                              | Westwood Associates           | Jeu de rôle             | Royaumes Oubliés         | Un jeu de rôle basé sur Donjons et Dragons                                                                | C64, DOS, Amiga, NES, Atari ST                                                    |
| 1989         | Curse of the Azure Bonds                              | Strategic Simulations         | Jeu de rôle             | Royaumes Oubliés         | Suite de Pool of Radiance                                                                                 | Amiga, Apple II, C64, DOS, Mac, PC-98, Atari ST                                   |
| 1989         | War of the Lance                                      | Strategic Simulations         | Jeu de rôle             | Dragonlance              | Un jeu de rôle basé sur le décor de campagne Dragonlance de Donjons et Dragons                            | Apple II, C64, DOS                                                                |
| 1989         | Dragons of Flame                                      | U.S. Gold                     | Jeu de rôle             | Dragonlance              | Suite de Heroes of the Lance                                                                              | Amiga, C64, CPC, DOS, NES, Atari ST, ZX Spectrum                                  |
| 1989         | Dungeon Master's Assistant Volume II                  | Strategic Simulations         | Jeu de rôle             | Fantasy                  | Suite de Dungeon Master's Assistant Volume I                                                              | DOS                                                                               |
| 1989         | Red Lightning                                         | Norm Koger                    | Wargame                 | Guerre froide            | Simule une hypothétique invasion de l'Europe par l'URSS                                                   | Amiga, DOS, Atari ST                                                              |
| 1989         | Storm Across Europe                                   | Strategic Simulations         | Wargame                 | Seconde Guerre mondiale  | Simule le déroulement de la Seconde Guerre mondiale en Europe                                             | Amiga, C64, DOS, Atari ST                                                         |
| 1989 (08)    | Sword of Aragon                                       | Strategic Simulations         | Wargame                 | Fantasy                  | Combine wargame, gestion et jeu de rôle                                                                   | Amiga, DOS                                                                        |
| 1989         | Overrun!                                              | Gary Grigsby                  | Wargame                 | Époque contemporaine     | Simule des combats tactiques à l'époque moderne                                                           | Apple II, C64                                                                     |
| 1990         | Buck Rogers: Countdown to Doomsday                    | Strategic Simulations         | Jeu de rôle             | Science-fiction          | Un jeu de rôle de science-fiction se déroulant dans le décor de campagne TSR Buck Rogers XXVC             | Amiga, C64, DOS, SMD                                                              |
| 1990         | Champions of Krynn                                    | Strategic Simulations         | Jeu de rôle             | Dragonlance              | Première opus d'une série de jeux de rôle basé sur le décor de campagne Dragonlance de Donjons et Dragons | Amiga, Apple II, C64, DOS                                                         |
| 1990         | DragonStrike                                          | Westwood Associates           | Jeu de rôle             | Dragonlance              | Un jeu de rôle et de simulation de vol de dragons basé sur Dragonlance                                    | Amiga, C64, DOS, NES, X68K                                                        |
| 1990         | Eye of the Beholder                                   | Westwood Associates           | Jeu de rôle             | Royaumes oubliés         | Un jeu de rôle basé sur Donjons et Dragons                                                                | Amiga, DOS, SCD, NES, PC-98                                                       |
| 1990         | Secret of the Silver Blades                           | Strategic Simulations         | Jeu de rôle             | Royaumes oubliés         | Suite de Pool of Radiance et Curse of the Azure Bonds                                                     | Amiga, C64, DOS, Mac, PC-98                                                       |
| 1990         | Renegade Legion: Interceptor                          | Strategic Simulations         | Simulation              | Science-fiction          | Une adaptation en jeu vidéo du jeu de plateau éponyme                                                     | Amiga, DOS                                                                        |
| 1990         | Second Front: Germany Turns East                      | Gary Grigsby                  | Wargame                 | Seconde Guerre mondiale  | Simule des combats sur le front est                                                                       | Amiga, DOS                                                                        |
| 1990         | Waterloo                                              | Personal Software Services    | Wargame                 | Guerres napoléoniennes   | Simule la bataille de Waterloo                                                                            | Amiga, Arc, DOS, Atari ST                                                         |
| 1991         | Death Knights of Krynn                                | Strategic Simulations         | Jeu de rôle             | Dragonlance              | Suite de Champions of Krynn                                                                               | Amiga, C64, DOS, PC-98                                                            |
| 1991         | Eye of the Beholder II: The Legend of Darkmoon        | Westwood Associates           | Jeu de rôle             | Royaumes oubliés         | Suite de Eye of the Beholder                                                                              | Amiga, DOS, FM Towns, PC-98                                                       |
| 1991         | Gateway to the Savage Frontier                        | Beyond Software               | Jeu de rôle             | Royaumes oubliés         | Un jeu de rôle basé sur Donjons et Dragons                                                                | Amiga, C64, DOS                                                                   |
| 1991         | Pools of Darkness                                     | Strategic Simulations         | Jeu de rôle             | Royaumes oubliés         | Suite de Secret of the Silver Blades                                                                      | Amiga, C64, DOS, Mac, PC-98                                                       |
| 1991         | Shadow Sorcerer                                       | U.S. Gold                     | Jeu de rôle             | Dragonlance              | Suite de Heroes of the Lance et Dragons of Flame·                                                         | Amiga, DOS, Atari ST                                                              |
| 1991         | Conflict: Middle East                                 | Norm Koger                    | Wargame                 | Conflit israélo-arabe    | Simule des combats du conflit israélo-arabe                                                               | Amiga, DOS, Atari ST                                                              |
| 1991         | Medieval Lords: Soldier Kings of Europe               | Martin Campion                | Jeu de stratégie        | Médiéval                 | Un jeu de stratégie médiéval                                                                              | C64, DOS                                                                          |
| 1991         | Neverwinter Nights                                    | Beyond Software               | MMORPG                  | Royaumes oubliés         | Un des premiers MMORPG, basé sur Donjons et Dragons                                                       | DOS                                                                               |
| 1991         | No Greater Glory: The American Civil War              | Strategic Simulations         | Stratégie               | Guerre de Sécession      | Simule la guerre de Sécession                                                                             | Amiga, DOS, Mac                                                                   |
| 1991         | Tony La Russa Baseball                                | Beyond Software               | Sport                   | Baseball                 | Un jeu de baseball                                                                                        | SMD                                                                               |
| 1991         | Western Front: The Liberation of Europe 1944-1945     | Gary Grigsby                  | Wargame                 | Seconde Guerre mondiale  | Suite de Second Front: Germany Turns East                                                                 | DOS                                                                               |
| 1992 (09)    | A Line in the Sand                                    |                               | Wargame                 | Guerre du Golfe          | Une adaptation du jeu de plateau éponyme                                                                  | DOS                                                                               |
| 1992 (09)    | The Summoning                                         | Event Horizon Software        | Jeu de rôle             | Fantasy                  | Suite de DarkSpyre                                                                                        | DOS, PC-98                                                                        |
| 1992 (11)    | Gary Grigsby's Pacific War                            | Gary Grigsby                  | Wargame                 | Seconde Guerre mondiale  | Simule des combats navals                                                                                 | DOS                                                                               |
| 1992         | Buck Rogers: Matrix Cubed                             | Strategic Simulations         | Jeu de rôle             | Science-fiction          | Un jeu de rôle basé sur le décor de campagne TSR Buck Rogers XXVC                                         | DOS                                                                               |
| 1992         | Cyber Empires                                         | Silicon Knights               | Stratégie               | Science-fiction          | Un jeu de stratégie de science-fiction                                                                    | Amiga, DOS, Atari ST                                                              |
| 1992         | Eye of the Beholder III: Assault on Myth Drannor      | Strategic Simulations         | Jeu de rôle             | Royaumes oubliés         | Suite de Eye of The Beholder et Eye of The Beholder II                                                    | DOS, PC-98                                                                        |
| 1992         | Spelljammer: Pirates of Realmspace                    | Cybertech Systems             | Jeu de rôle             | Fantasy                  | Un jeu de rôle basé sur le décor de campagne Spelljammerde Donjons et Dragons                             | DOS                                                                               |
| 1992         | The Dark Queen of Krynn                               | Strategic Simulations         | Jeu de rôle             | Dragonlance              | Suite de Champions of Krynn et Death Knights of Krynn                                                     | Amiga, DOS, Mac                                                                   |
| 1992         | Treasures of the Savage Frontier                      | Beyond Software               | Jeu de rôle             | Royaumes oubliés         | Un jeu de rôle basé sur Donjons et Dragons                                                                | Amiga, DOS                                                                        |
| 1992         | Carrier Strike: South Pacific                         | Gary Grigsby                  | Wargame                 | Seconde Guerre mondiale  | Simule des combats navals                                                                                 | DOS                                                                               |
| 1992         | Conflict: Korea the First Year 1950-51                | Strategic Simulations         | Wargame                 | Guerre de Corée          | Un jeu de guerre simulant la première année de la guerre de Corée                                         | Amiga, DOS                                                                        |
| 1992         | Great Naval Battles: North Atlantic 1939-1943         | IO Design Group               | Simulation et wargame   | Seconde Guerre mondiale  | Simule des combats navals. Premier volet de la série Great Naval Battles                                  | DOS                                                                               |
| 1992         | Prophecy of the Shadow                                | Strategic Simulations         | Jeu de rôle             | Fantasy                  | Un jeu de rôle médiéval-fantastique                                                                       | DOS                                                                               |
| 1992         | Flashback: The Quest for Identity                     | Delphine Software             | Jeu de plates-formes    | Science-fiction          | | Amiga, DOS, Mac OS, Mega Drive, Mega CD, SNES, 3DO, CD-I, Jaguar, FM Towns, PC-98 |
| 1992         | Legends of Valour                                     | Synthetic Dimensions          | Jeu de rôle             | Fantasy                  | | Amiga, Atari ST, DOS, FM Towns, PC-98                                             |
| 1993 (06)    | Clash of Steel: World War II, Europe 1939-45          | Martin Scholz                 | Wargame                 | Seconde Guerre mondiale  | Un jeu de grande stratégie                                                                                | DOS                                                                               |
| 1993 (07)    | Stronghold                                            | Stormfront Studios            | City-builder            | Fantasy                  | Un jeu de construction de cité dans l’univers de Donjons et Dragons                                       | DOS, FM Towns, PC-98                                                              |
| 1993 (08)    | Gary Grigsby's War in Russia                          | Gary Grigsby                  | Wargame                 | Seconde Guerre mondiale  | | DOS                                                                               |
| 1993 (09)    | Fantasy Empires                                       | Silicon Knights               | Jeu de rôle             | Fantasy                  | Un jeu de rôle basé sur l'univers de Mystara de Donjons et Dragons                                        | DOS                                                                               |
| 1993         | Dark Sun: Shattered Lands                             | Strategic Simulations         | Jeu de rôle             | Dark Sun                 | Un jeu de rôle basé sur l'univers de Dark Sun de Donjons et Dragons                                       | DOS                                                                               |
| 1993         | Dungeon Hack                                          | DreamForge Intertainment      | Rogue-like              | Royaumes oubliés         | Un rogue-like basé sur Donjons et Dragons                                                                 | DOS, PC-98                                                                        |
| 1993         | Great Naval Battles II                                | IO Design Group               | Simulation et wargame   | Seconde Guerre mondiale  | Simule des combats navals. Second volet de la série Great Naval Battles                                   | DOS                                                                               |
| 1993         | The Great War: 1914-1918                              | Blue Byte Software            | Wargame                 | Première Guerre mondiale | Version américaine de History Line: 1914-1918                                                             | Amiga, DOS                                                                        |
| 1993         | Tony La Russa Baseball II                             | Stormfront Studios            | Sport                   | Baseball                 | Un jeu de baseball                                                                                        | DOS                                                                               |
| 1993         | Unlimited Adventures                                  | MicroMagic                    | Jeu de rôle             | Royaumes oubliés         | Permet de créer des jeux de rôle basé sur le moteur Gold Box                                              | DOS, Mac                                                                          |
| 1993         | Veil of Darkness                                      | Event Horizon Software        | Jeu d'aventure          | Horreur                  | Un jeu d’aventure en pointer-et-cliquer se déroulant en Roumanie                                          | DOS, FM Towns, PC-98                                                              |
| 1994 (08)    | Alien Logic                                           | Ceridus Software              | Jeu de rôle             | Science-fiction          | Un jeu de rôle de science-fiction                                                                         | DOS                                                                               |
| 1994 (09)    | CyClones                                              | Raven Software                | Jeu vidéo d'action      | Science-fiction          | Un jeu d'action de science-fiction                                                                        | DOS                                                                               |
| 1994 (09)    | Dark Sun: Wake of the Ravager                         | Strategic Simulations         | Jeu de rôle             | Dark Sun                 | Suite de Dark Sun: Shattered Lands                                                                        | DOS                                                                               |
| 1994 (10)    | Menzoberranzan                                        | DreamForge Intertainment      | Jeu de rôle             | Royaumes oubliés         | Un jeu de rôle basé sur Donjons et Dragons                                                                | DOS, PC-98                                                                        |
| 1994 (10)    | Panzer General                                        | Strategic Simulations         | Wargame                 | Seconde Guerre mondiale  | Simule les principales batailles terrestres de la guerre                                                  | 3DO, DOS, Mac, PS1, Windows                                                       |
| 1994         | Al-Qadim: The Genie's Curse                           | Cyberlore Studios             | Jeu de rôle             | Al-Qadim                 | Un jeu de rôle basé sur le décor de campagne Al-Qadim de Donjons et Dragons                               | DOS                                                                               |
| 1994         | Archon Ultra                                          | Free Fall Associates          | Stratégie               |                          | Remake de Archon: The Light and the Dark                                                                  | DOS                                                                               |
| 1994         | Dark Legions                                          | Silicon Knights               | Jeu vidéo d'action      | Fantasy                  | Un jeu d'action et de stratégie similaire à Archon Ultra                                                  | DOS                                                                               |
| 1994         | Great Naval Battles III                               | IO Design Group               | Simulation et wargame   | Seconde Guerre mondiale  | Simule des combats navals. Troisième volet de la série Great Naval Battles                                | DOS                                                                               |
| 1994         | Ravenloft: Strahd's Possession                        | DreamForge Intertainment      | Jeu de rôle             | Ravenloft                | Un jeu de rôle basé sur Donjons et Dragons                                                                | DOS, FM Towns                                                                     |
| 1994         | Serf City: Life is Feudal (The Settlers)              | Blue Byte Software            | Stratégie en temps réel | Médiéval                 | Jeu de stratégie et de gestion                                                                            | DOS                                                                               |
| 1994         | Wargame Construction Set II: Tanks!                   | Roger Damon                   | Wargame                 | Divers                   | Permet de créer des scénarios de wargames                                                                 | DOS                                                                               |
| 1995         | Clash of Steel: Future Edition                        | Strategic Simulations         | Wargame                 | Seconde Guerre mondiale  | Version améliorée de Clash of Steel: World War II, Europe 1939-45                                         | DOS                                                                               |
| 1995         | Entomorph: Plague of the Darkfall                     | Cyberlore Studios             | Jeu de rôle             | Fantasy                  | Suite de World of Aden: Thunderscape                                                                      | Mac, Windows                                                                      |
| 1995         | Great Naval Battles IV                                | Divide By Zero                | Simulation et wargame   | Seconde Guerre mondiale  | Simule des combats navals. Quatrième volet de la série Great Naval Battles                                | DOS                                                                               |
| 1995         | Ravenloft: Stone Prophet                              | DreamForge Intertainment      | Jeu de rôle             | Ravenloft                | Suite de Ravenloft: Strahd's Possession                                                                   | DOS                                                                               |
| 1995         | Renegade: Battle for Jacob's Star                     | Strategic Simulations         | Simulation              | Science-fiction          | Un simulateur de combat aérien                                                                            | DOS                                                                               |
| 1995         | Steel Panthers                                        | Gary Grigsby, Keith Brors     | Wargame                 | Seconde Guerre mondiale  | Premier volet de la série Steel Panthers                                                                  | DOS                                                                               |
| 1995         | World of Aden: Thunderscape                           | Strategic Simulations         | Jeu de rôle             | Fantasy                  | Un jeu de rôle se déroulant un univers de fantasy secoué par la révolution industrielle                   | DOS                                                                               |
| 1996         | Fantasy General                                       | Strategic Simulations         | Wargame                 | Fantasy                  | Un jeu de guerre médiéval-fantastique                                                                     | DOS                                                                               |
| 1996         | Silent Hunter                                         | Aeon Electronic Entertainment | Simulation              | Seconde Guerre mondiale  | Un jeu de simulation de sous-marins                                                                       | DOS                                                                               |
| 1996         | Star General                                          | Catware                       | Wargame                 | Science-fiction          | Un jeu de guerre de science-fiction                                                                       | DOS, Windows                                                                      |
| 1996         | Allied General                                        | Strategic Simulations         | Wargame                 | Seconde Guerre mondiale  | Un jeu de stratégie se déroulant pendant la Seconde Guerre mondiale                                       | DOS, Mac, PS1, Windows                                                            |
| 1996         | Great Naval Battles V                                 | Divide By Zero                | Simulation et wargame   | Première Guerre mondiale | Simule des combats navals. Cinquième volet de la série Great Naval Battles                                | DOS                                                                               |
| 1996         | Necrodome                                             | Raven Software                | Combat motorisé         | Science-fiction          | Un jeu de combat motorisé futuriste                                                                       | Windows                                                                           |
| 1996         | Steel Panthers II                                     | Gary Grigsby, Keith Brors     | Wargame                 | Époque contemporaine     | Deuxième opus de la série Steel Panthers                                                                  | DOS                                                                               |
| 1996         | Su-27 Flanker                                         | Eagle Dynamics                | Simulateur de vol       | Époque contemporaine     | Un simulateur de vol et de combat aérien                                                                  | DOS, Windows                                                                      |
| 1996         | Wargame Construction Set III: Age of Rifles 1846-1905 | Norm Koger                    | Wargame                 | Divers                   | Permet de créer des scénarios de wargames                                                                 | DOS                                                                               |
| 1996         | War Wind                                              | DreamForge Intertainment      | Stratégie en temps réel | Science-fiction          | Un jeu de stratégie médiéval-fantastique                                                                  | Windows                                                                           |
| 1996         | Dark Sun Online: Crimson Sands                        | Strategic Simulations         | MMORPG                  | Dark Sun                 | | DOS                                                                               |
| 1997         | Buccaneer                                             | Divide By Zero                | Stratégie               | Piraterie                | Un jeu de stratégie tournant autour de la piraterie                                                       | Windows                                                                           |
| 1997         | Dark Colony                                           | GameTek                       | Stratégie en temps réel | Science-fiction          | Un jeu de stratégie se déroulant dans un univers de science-fiction                                       | Windows                                                                           |
| 1997         | Final Liberation                                      | Holistic Design               | Wargame                 | Science-fiction          | Un jeu de tactique basé sur l'univers de Warhammer 40,000                                                 | Windows                                                                           |
| 1997         | Imperialism                                           | Frog City Software            | Jeu 4X                  | Révolution industrielle  | Un jeu 4X se déroulant entre 1815 et 1915                                                                 | Windows                                                                           |
| 1997         | Pacific General                                       | Strategic Simulations         | Wargame                 | Seconde Guerre mondiale  | | Windows                                                                           |
| 1997         | Panzer General II                                     | Strategic Simulations         | Wargame                 | Seconde Guerre mondiale  | Deuxième opus de la série Panzer General                                                                  | Windows                                                                           |
| 1997         | Steel Panthers III                                    | Gary Grigsby, Keith Brors     | Wargame                 | Époque contemporaine     | Troisième opus de la série Steel Panthers                                                                 | DOS, Windows                                                                      |
| 1997         | War Wind II: Human Onslaught                          | DreamForge Intertainment      | Stratégie en temps réel | Science-fiction          | Suite de War Wind                                                                                         | Windows                                                                           |
| 1997         | Ardennes Offensive                                    | Strategic Studies Group       | Wargame                 | Seconde Guerre mondiale  | Un jeu de guerre simulant la bataille des Ardennes de la Seconde Guerre mondiale                          | Windows                                                                           |
| 1998         | Warhammer 40,000: Chaos Gate                          | Random Games                  | Wargame                 | Science-fiction          | Un jeu de stratégie basé sur l'univers de Warhammer 40,000                                                | Windows                                                                           |
| 1998         | Panzer Commander                                      | Ultimation Inc.               | Simulation              | Seconde Guerre mondiale  | Un jeu de guerre et de conduite de tanks se déroulant durant la Seconde guerre mondiale                   | Windows                                                                           |
| 1998         | People's General                                      | Strategic Simulations         | Wargame                 | Époque contemporaine     | | Windows                                                                           |
| 1998         | Soldiers at War                                       | Random Games                  | Wargame                 | Seconde Guerre mondiale  | Un jeu de tactique se déroulant pendant la Seconde Guerre mondiale                                        | Windows                                                                           |
| 1999         | Luftwaffe Commander                                   | Eagle Interactive             | Simulation de vol       | Seconde Guerre mondiale  | | Windows                                                                           |
| 1999         | Close Combat IV : La Bataille des Ardennes            | Atomic Games                  | Tactique en temps réel  | Seconde Guerre mondiale  | | Windows, Mac, Xbox                                                                |
| 1999         | Fighting Steel                                        | Divide By Zero                | Simulation              | Seconde Guerre mondiale  | Simulation de combat naval se déroulant pendant la Seconde Guerre mondiale                                | Windows                                                                           |
| 1999         | Flanker 2.0                                           | Eagle Dynamics                | Simulateur de vol       | Époque contemporaine     | Suite de Su-27 Flanker                                                                                    | Windows                                                                           |
| 1999         | Imperialism II: Age of Exploration                    | Frog City Software            | Jeu 4X                  | Grandes découvertes      | Suite de Impérialisme                                                                                     | Windows                                                                           |
| 1999         | Panzer General 3D Assault                             | Strategic Simulations         | Wargame                 | Seconde Guerre mondiale  | Troisième opus de la série Panzer General                                                                 | Windows                                                                           |
| 1999         | Warhammer 40,000: Rites of War                        | DreamForge Intertainment      | Wargame                 | Science-fiction          | Un jeu de stratégie basé sur l'univers de Warhammer 40,000                                                | Windows                                                                           |
| 1999         | Warlords Battlecry                                    | SSG                           | Stratégie en temps réel | Fantasy                  | Stratégie en temps réel basé sur l'univers de Warlords                                                    | Windows                                                                           |
| 2000         | Panzer General III: Scorched Earth                    | Mattel                        | Wargame                 | Seconde Guerre mondiale  | Dernier opus de la série Panzer General                                                                   | Windows                                                                           |
| 2000         | Reach for the Stars                                   | SSG                           | Jeu 4X                  | Science-fiction          | Remake de Reach for the Stars                                                                             | Windows                                                                           |
| 2001         | Silent Hunter II                                      | Aeon Electronic Entertainment | Simulation              | Seconde Guerre mondiale  | Suite de Silent Hunter                                                                                    | Windows                                                                           |
| 2001         | Pool of Radiance: Ruins of Myth Drannor               | Stormfront Studios            | Jeu de rôle             | Royaumes oubliés         | Suite de Pool of Radiance, dernier jeu publié sous le label SSI                                           | Windows                                                                           |

### Liste de jeux Strategic Simulations
La liste suivante sert de référence pour l'ensemble des jeux publiés entre 1980 et 1987 :
- (en) « A History of SSI Games », Computer Gaming World, no 45,‎ mars 1988, p. 37

### Listes de wargames
- Stormbringer, « Dossier : Kriegspiel ! », Tilt, no 10,‎ mars 1984, p. 56-65
- Laurent Schwartz, « Dossier : Les fous de guerre », Tilt, no 37,‎ décembre 1986, p. 127-146
- (en) Evan Brooks, « Kilobyte Was Here! An Annoted Bibliography of World War II Simulations », Computer Gaming World, no 37,‎ mai 1987, p. 6-7, 48
- (en) Evan Brooks, « Computer Strategy and Wargames: Pre-20th Century », Computer Gaming World, no 75,‎ octobre 1990, p. 11-13, 70
- (en) Evan Brooks, « Computer Strategy and Wargames: The 1900-1950 Epoch - Part I », Computer Gaming World, no 88,‎ novembre 1991, p. 138-146
- (en) Evan Brooks, « Computer Strategy and Wargames: The 1900-1950 Epoch - Part II », Computer Gaming World, no 89,‎ décembre 1991, p. 126-134

### Ouvrages
- (en) Matt Barton, Dungeons and Desktops : the History of Computer Role-Playing Games, Wellesley, CRC Press, 2008, 451 p. (ISBN 978-1-4398-6524-8, lire en ligne)